# Serp monetària
La «serp monetària» fou el primer intent d'establir una cooperació monetària europea a la dècada del 1970. L'objectiu era limitar les fluctuacions entre les diferents monedes europees. Es provà de crear una sola banda de canvi per la Comunitat Econòmica Europea (CEE), és a dir, d'establir un tipus de canvi fix entre les monedes dels estats membres de la CEE.
El dia 8 d'octubre del 1970, Pierre Werner presentà un informe sobre la unió econòmica i monetària a la CEE. Recomanava tres passos, el primer dels quals consistia a coordinar la política econòmica i reduir les fluctuacions entre les monedes europees.
Després que el sistema de Bretton Woods s'esfondrés el 1971 a conseqüència del xoc de Nixon, l'Acord de l'Smithsonian establí una banda del ±2,25% dins de la qual les monedes es podien desviar del seu tipus central respecte al dòlar estatunidenc. Aquesta situació creà un «túnel» en el qual es podien moure les monedes europees. Tanmateix, el tipus de canvi entre elles podia variar molt més que el tipus de canvi respecte al dòlar. Per exemple, si una moneda A partia del límit inferior de la seva banda, podia guanyar un 4,5% respecte al dòlar, mentre que si una moneda B partia del límit superior, podia perdre un 4,5% respecte al dòlar.
Si ambdues monedes seguissin aquesta trajectòria alhora, la moneda A guanyaria un 9% respecte a la moneda B. Aquest marge es considerà excessiu, de manera que l'Acord de Basilea (1972), signat entre els sis membres que componien la CEE i els tres països que estaven a punt d'unir-s'hi, establí una «serp monetària» que reduïa el marge bilateral entre dues monedes a un 2,25%. El nou sistema implicava que dues monedes podien variar un màxim d'un 4,5% l'una respecte a l'altra, així com una tendència de totes les monedes de moure's igual respecte al dòlar. Una altra conseqüència de l'Acord fou la fi formal de la zona esterlina.
El dòlar passà a flotar lliurement el 1973, precipitant el col·lapse del «túnel». Quedà clar que la «serp» no era sostenible. Diverses monedes abandonaren el sistema i algunes d'elles hi tornaren. El 1977 ja s'havia convertit en una zona D-Mark, amb els francs belga i luxemburguès, el florí neerlandès i la corona danesa com a altres components. El Pla Werner fou abandonat.
El Sistema Monetari Europeu succeí a la «serp» com a sistema de coordinació monetària de la CEE.